# Дело Сакалаускаса
Дело Сакала́ускаса — дело об убийстве 23 февраля 1987 года рядовым внутренних войск МВД СССР Артурасом Сакалаускасом пятерых сослуживцев, а также начальника караула, его помощника и проводника поезда. Причиной послужили издевательства со стороны этих сослуживцев при невмешательстве или молчаливом одобрении начальника караула и проводника.

## Обнаружение убитых
Ночью 24 февраля 1987 года на дальний перрон Московского вокзала в Ленинграде прибыл почтово-багажный поезд № 934, в состав которого входил специальный вагон № 001/76040, предназначенный для перевозки осуждённых. Охрану вагона осуществляли 8 военнослужащих внутренних войск: начальник караула прапорщик Пилипенко, его помощник старший сержант Семёнов, рядовые Сакалаускас, Нечаев, Джамалов, Синицкий, Манхуров и Гатаулин (повар). Вместе с военнослужащими в вагоне находился один гражданский — проводник Михаил Дашкиев. Состав развёз к местам отбывания наказания большое количество осуждённых и теперь возвращался в Ленинград. По прибытии из вагона никто не вышел, при его осмотре были обнаружены 8 трупов, убитых из огнестрельного оружия; рядового Сакалаускаса нигде не было. Семь тел были найдены прикрытыми пропитанными кровью матрацами в купе для личного состава караула. Тело Пилипенко находилось отдельно — оно лежало на входе в кухню. В оружейном шкафу, находящемся в купе начальника караула, в котором хранились 8 пистолетов Макарова, не хватало 5 пистолетов и 5 запасных магазинов.
Расследование было начато следственной бригадой Северо-Западного УВД на транспорте. Сразу возникла основная версия — Сакалаускас, взяв пистолеты, убил сослуживцев и покинул вагон, скорее всего, на станции Бабаево (там состав сделал последнюю остановку перед Ленинградом).

## Личность подозреваемого
Отсутствовавший в вагоне рядовой — Артурас Адольфович Сакалаускас (лит. Artūras Adolfo Sakalauskas), литовец, родился в 1968 году в Вильнюсе. Его отец Адольфас Сакалаускас работал токарем в мастерских НИИ, мать Ольга — заместителем начальника отдела в статуправлении. Помимо Артураса в семье рос младший брат Эдвард.
Окончив восемь классов, Сакалаускас поступил в строительный техникум: среди однокурсников он был спокойным и рассудительным человеком. По воспоминаниям родственников, ещё одной чертой характера Артураса было бесстрашие. В 1986 году закончил обучение и в июне был призван в армию, попал во Внутренние войска МВД СССР в часть № 6717, расположенную в Ленинграде.

## Описание инцидента

### Предпосылки
Как показало расследование, сослуживцы Сакалаускаса над ним постоянно издевались. Нечаев многократно надевал ему на голову миску с горячим супом и делал «велосипед» (так на армейском жаргоне называется акт издевательства над солдатом, заключающийся в том, что солдату, лежащему на спине (спящему), между пальцами ног вставляют спички и поджигают их, от боли солдат начинает совершать ногами движения, похожие на кручение педалей велосипеда); Гатауллин, исполнявший обязанности повара, подсыпал Сакалаускасу в еду большое количество соли, песок, часто просто лишал его пищи; старший сержант Семёнов (помощник начальника караула) окунал его головой в унитаз, ставил в наряд на десять часов, не давал спать, избивал, а однажды порвал ему ухо.

### Убийства
Согласно материалам уголовного дела, за день до ожидаемого прибытия в Ленинград, 23 февраля, двое солдат, Джамалов и Манхуров (оба выходца из Азиатских республик), напали на Сакалаускаса с целью изнасиловать; они схватили его и, спустив форменные брюки, оголили его ягодицы; Манхуров насильно удерживал (в позе "бараньего-рога", поза когда один человек хватает второго сверху и сзади, придушивает и прижимает к земле при этом голова остается за спиной нападавшего, а остальное тело перед ним спиной к лицу ) его, а Джамалов намеревался непосредственно ввести половой член в анальное отверстие, но у него произошло преждевременное семяизвержение  ввиду неопытности, чрезмерного возбуждения самого Джамалова, а также сопротивления со стороны Сакалаускаса,причиной нападения якобы послужил отказ Сакалаускаса возврат денежного долга, который якобы был навязан в ходе поездки.  В этот момент Сакалаускас упал в обморок, тогда напавшие стали прижигать ему кожу горящими спичками, а когда он пришёл в себя, пригрозили, что позже весь личный состав сквозного караула изнасилует его, и ушли. После их ухода Сакалаускас снял кальсоны, испачканные спермой Джамалова, выбросил их в окно, вымылся, надел чистые кальсоны и форму.
Затем он вышел в коридор и увидел, что дверь в купе начальника караула открыта, Пилипенко спит внутри, а находящийся в этом купе металлический ящик с пистолетами не заперт. В этот момент Джамалов, Гатауллин, Синицкий, Манхуров и Дашкиев играли в карты в купе для личного состава караула, а Семёнов и Нечаев находились в помещении багажного отделения, которое располагалось на втором этаже вагона. Воспользовавшись тем, что ящик с оружием никто не охраняет, Сакалаускас вошёл в купе, взял два пистолета и магазины к ним, затем зашёл в туалет и там зарядил оружие. После этого он, держа в каждой руке по пистолету, направился к купе, где находился караул. Проходя мимо спящего Пилипенко, Сакалаускас, опасаясь, что прапорщик проснётся и нападёт на него сзади, выстрелил ему в голову, но не убил; затем он прошёл к открытым дверям купе для личного состава. Остановившись в дверном проёме и держа пистолеты в руках, Сакалаускас стрелял пока не закончились патроны. Гатауллин, получивший три пули в голову, умер сразу. После этого Сакалаускас, бросив один из разряженных пистолетов на пол, вернулся в купе начальника караула, взял там из ящика третий табельный пистолет, перезарядил оставшийся у него пистолет и вновь направился к купе личного состава. Те, кто ещё были живы, закрыли и заблокировали дверь, тогда Сакалаускас произвёл несколько выстрелов сквозь неё, а также вверх; выстрелы вверх достигли цели — пули пробили потолок и попали в находившихся в багажном отделении Нечаева и Семёнова; Нечаев, получивший 3 пули в голову, умер сразу, а Семёнов, получивший одну пулю в затылок и две в грудь, спустя некоторое время. После этого Сакалаускас открыл дверь и продолжил стрельбу. В это время раненный прапорщик Пилипенко, придя в сознание, поднялся и вышел из купе. Сакалаускас повернулся, увидел его и несколько раз в него выстрелил, ранив; Пилипенко развернулся и побежал в направлении помещения кухни; Сакалаускас ещё несколько раз выстрелил ему вдогонку, но и эти выстрелы не стали для Пилипенко смертельными: упав, он заполз в помещение кухни. Когда патроны опять кончились, Сакалаускас бросил пистолеты на пол, зашёл в купе Пилипенко и, взяв ещё два пистолета, вновь зашёл в купе личного состава и добил тех, кто был ещё жив. Пилипенко он добивать не стал, и тот от потери крови вскоре скончался сам.
Всего Сакалаускас сделал 46 выстрелов, 33 из которых достигли цели, 18 стали причиной смерти сослуживцев. Убедившись, что все находившиеся в купе мертвы, Сакалаускас оттащил в это же купе трупы из багажного отделения, снял с трупа проводника Дашкиева наручные часы, забросал всех убитых матрасами, затем зашёл в купе Пилипенко, снял с себя форму рядового, надел принадлежавшую Пилипенко форму начальника караула и забрал его дипломат с личными вещами и деньгами. Зайдя в помещение кухни, где находился уже умерший Пилипенко, он набрал себе в дипломат продуктов и туда же сложил 5 использованных для убийства пистолетов. Свою форму он сжёг в печке вагона. В 16:35, когда поезд остановился на станции Бабаево, Сакалаускас с дипломатом в руках покинул вагон. Следующие несколько дней он провёл в городе, останавливаясь на ночь на постой у разных людей. В одной из квартир, где его приютили, он похитил пуховик, кроличью шапку и брюки, чтобы переодеться.

### Поиск и задержание
Поиски Сакалаускаса осуществляли десятки следственных групп и приданные им в усиление 200 военнослужащих Ленинградского гарнизона. Добравшись до Ленинграда, беглец двое суток прятался в подворотнях и ночевал на чердаках. Пытаться уехать куда-либо было очень опасно — его уже объявили в розыск, в общественных местах висели его фотографии, аэропорт и Варшавский вокзал постоянно прочёсывались военными и милицейскими патрулями. Не зная, что делать, он несколько дней подряд бесцельно ездил в общественном транспорте по городу, пока его не опознал один из пассажиров автобуса на кольце 47-го маршрута (на Васильевском острове), после чего он был задержан; при задержании сопротивления не оказал.

## Следствие
После задержания Сакалаускас дал обширные показания, подробно описав издевательства, попытку изнасилования и сами убийства, денежный долг он категорически отрицал.По его словам, издевательства происходили на глазах у перевозимых осуждённых; многие из них подначивали военнослужащих к ещё большей жестокости. Чтобы проверить эти показания, следователям пришлось объехать множество исправительно-трудовых колоний, в которые спецвагон во время этого рейса доставлял осуждённых. Все осуждённые, ехавшие в вагоне, были допрошены, их показания подтверждали слова Сакалаускаса и были занесены в материалы уголовного дела. Проводник Михаил Дашкиев был единственным, кто, согласно свидетельствам заключённых, не трогал Сакалаускаса, предпочитая ни во что не вмешиваться так, как также проходил службу в рядах ВС МО СССР и понимал, что главное-это воспитание молодого пополнения, закалка боевого духа и воспитания стойкого характера.
В ходе следствия у задержанного стал развиваться реактивный психоз. Первое время он провёл в «Матросской тишине», после чего было принято решение этапировать его в «Кресты», однако по неизвестным причинам этапирование произошло лишь через месяц, и к тому времени, когда его привезли в Ленинград, в его психике наблюдались сильные отклонения. В 1989 году его тестировал ряд опытных ленинградских психиатров, ими он был признан невменяемым, но специалисты судебно-психиатрического института имени Сербского признали Сакалаускаса вполне здоровым. Затем судебно-психиатрическая экспертиза вынесла заключение, что в момент преступления Артурас «находился в состоянии глубокого психологического кризиса с деформацией психики».

## Суд
В 1990 году над Сакалаускасом состоялся суд; сам обвиняемый в зале суда не присутствовал, находясь в психиатрической клинике. Адвокат Сакалаускаса Юстинас Александравичюс заявил, что в «Матросской тишине» его подзащитному насильно вводили сильнодействующие психотропные вещества, разрушающие психику (якобы это был наиболее лёгкий вариант выхода из щекотливой для армейского руководства ситуации — выставить Артураса маньяком-убийцей с ярко выраженным нарушением психики). В итоге Сакалаускас осуждён не был, лишь в отношении армейской части, в которой он служил, было вынесено частное определение.
За время, пока длилось дело Сакалаускаса, его родители (Адольфас и Ольга) стали инвалидами II группы.

## Принудительное лечение
15 марта 1990 года было проведено повторное медицинское обследование Сакалаускаса. В заключении было сказано, что у него выявлено «непрерывно прогрессирующее хроническое психическое заболевание».
Немногим более года спустя, когда Советский Союз распался и родина Сакалаускаса (Литва) восстановила свою независимость, на Кафедральной площади Вильнюса были собраны сотни тысяч подписей в его защиту. Спустя несколько лет безуспешного лечения Россия выдала Сакалаускаса Литве. В течение последующих пять лет он находился на принудительном лечении в литовской клинике.

## Освещение в прессе
Первыми и единственными в 1987 году публикациями о Сакалаускасе в прессе были размещённые в ленинградских газетах милицейские ориентировки, где он был назван «вооружённым и очень опасным преступником». Затем в течение года никаких упоминаний об этом деле в газетах не было. Первой нарушила молчание ленинградская молодёжная газета «Смена»: 13 апреля 1988 года там появилось интервью военного прокурора ЛенВО Олега Гаврилюка, в котором интервьюер спрашивал его в том числе о Сакалаускасе и получил ответ: «…труднее всего в армии нытикам, хамелеонам, бездельникам, маменькиным сынкам!» 29 июля 1988 года в «Комсомольской правде» появилась статья «Случай в спецвагоне».

## Дальнейшая судьба Сакалаускаса
Существуют разные версии того, как развивалась жизнь Артураса после описанных событий. По одним данным, он сумел справиться с психической болезнью, социально адаптировался и сейчас живёт с женой и детьми в Гайжюнае. По другим сведениям, он продолжает находиться в психиатрической лечебнице.
Саулюс Бержинис, автор документального фильма «Кирпичный флаг», утверждает, что когда он разыскал Сакалаускаса, тот заявил, «что он инопланетянин, а всё происходящее с ним — часть грандиозного эксперимента».
Литовская газета «Kauno diena» в 2003 году написала, что некие источники сообщили ей, будто бы Сакалаускас прячется, опасаясь мести со стороны друзей и родственников убитых из республик, где «процветает вендетта».

## Фильмы
- Литовский режиссёр Саулюс Бержинис[лит.] снял о Сакалаускасе документальный фильм «Кирпичный флаг» (лит. Vėliava iš plytų)[6].
- Распространено мнение, что из этого случая родился сюжет фильма «Караул». Режиссёр фильма Александр Рогожкин ещё в 1989 году в телепередаче «Пятое колесо» опроверг это предположение. По его словам, сценарий фильма был написан задолго до публикаций о деле Сакалаускаса, ещё в 1979 году, а за основу сценария были взяты события 1973 года, когда режиссёр сам проходил срочную службу и принимал участие в поимке солдата, совершившего похожий поступок; кроме того, подобное явление он назвал рядовым и достаточно регулярным для Советской Армии[7].